# Ponte Ōnaruto
Il Ponte Ōnaruto (大鳴門橋?, Ōnaruto-kyō, lett. "Grande ponte Naruto") è un ponte sospeso posto sullo stretto di Naruto, collegante l'Isola Awaji con l'Isola Shikoku. Fa parte dell'autostrada che connette Kōbe alla città di Naruto, nella prefettura di Tokushima.
Completato nel 1985, la sua campata massima raggiunge una lunghezza di 876 metri. Sebbene sia uno dei ponti sospesi più lunghi del mondo, è sorpassato di gran lunga dal Ponte Akashi-Kaikyo sulla medesima autostrada. Nel 2004 sono transitati sul ponte 6,8 milioni di macchine e camion, dando un transito medio giornaliero di circa 18.600 veicoli.